# Il ratto della sposa
Il ratto della sposa és una òpera còmica en tres actes composta per Pietro Alessandro Guglielmi sobre un llibret italià de Gaetano Martinelli. S'estrenà al Teatro San Moisè de Venècia la tardor de 1765.
A Catalunya, s'estrenà el 1767 al Teatre de la Santa Creu de Barcelona. Una versió revisada es va realitzar a Londres el 1768. L'òpera va ser reeixida i hi va haver produccions en les dècades següents, algunes amb el títol La sposa rapita o amb un altre títol, Il vecchio deluso.

## Personatges
| Personatge                                                            | Tessitura | Intèrpret           |
| --------------------------------------------------------------------- | --------- | ------------------- |
| Aurora, germana de Gaudenzio, amant de Gentilino, camarera de Ortenza | soprano   | Anna Zamperini      |
| Ortenza, dama rica, enamorada de Gaudenzio                            | soprano   | Rosa Vitalba        |
| Dorina                                                                | soprano   | Caterina Bonafini   |
| Gaudenzio, jove díscol, majordom d'Ortenza, enamorat de Dorina        | tenor     | Francesco Torelli   |
| Gentilino, jove enamorat d'Aurora                                     | tenor     | Antonio Nazolini    |
| Biondino, jove que retorna a la pàtria                                | tenor     | Bartolomeo Schiroli |
| Polidoro, vell avar, oncle de Biondino                                | tenor     | Giacomo Rizzoli     |
| Personatges sense text, ballarins                                     |           |                     |

## Argument
Lloc: vil·la a prop de Florència
Època: la de l'estrena de l'obra (segona meitat del segle xviii)
Es tracta d'un senzill argument d'enamoraments encreuats, amb final feliç, com correspon a un òpera còmica. Així, acaben casats Biondino amb Dorina, Gaudenzio amb Ortenza, Gentilino amb Aurora. Polidoro veu com totes les dones es burlen d'ell.